# Lopussny Ferenc
Lopussny Ferenc (Breznóbánya (Zólyom megye), 1813. szeptember 12. – Breznóbánya, 1874. október 7.) teológiai doktor, egyetemi tanár és apát-kanonok.

## Élete
1831-36-ig a pesti egyetemen teológiát tanult és szeminariumi tanár volt Besztercebányán. 1836. szeptember 24-én misés pappá szentelték fel. Káplán volt Besztercebányán, 1837-ben ceremoniárius és a püspöki könyvtár igazgatója, 1839-ben tanulmányi felügyelő. 1840. október 7-én teológiai doktori oklevelet szerzett és november 1-től a besztercebányai főgimnáziumban tanár lett; egy hónap múlva azonban szemináriumi tanárnak, 1849-ben a budapesti egyetemhez teológiai rendes tanárnak nevezték ki. 1860-ban lett nagyváradi kanonok, 1866-ban apát. 1874-ben hunyt el 61 éves korában.
A Religioban (1851) Putz Vilmos történeti munkáját ismertette; az Egyetemes magyar encyclopaediának is munkatársa volt.

## Munkái
- Sermo academicus, dum facultas theologica cae. reg. scientiarum universitatis Pestiensis immaculati conceptus beatae Deiparae virginis Mariae dogmaticum definitionem a sanctissimo domino nostro Pio IX. pont. maximo, exultante universo ecclesia editam, II. non. maji 1855. ritu solenni ageret, in aula universitatis majore dictus. Budae, 1855.
- Propinatio occasione installationis episcopi Transylvaniensis Michaelis Fogarassy. Viennae, 1865.